# Norge Batista
Norge Batista Albuerne (Las Tunas, Cuba, 30 de octubre de 1969) es un músico, cantautor, guitarrista y compositor cubano.
Joven exponente del movimiento que podría denominarse la novísima trova, generación de relevo que le sucede a la de la nueva trova, movimiento artístico y musical nacido como manifestación directa de la Revolución Cubana. 
Batista, con sus acordes suaves y dulces, y una lírica fresca pero profunda, es uno de los grandes ejemplos de una generación que, aunque le deba una herencia musical legendaria a la generación anterior de exponentes como Silvio Rodríguez, Pablo Milanés, Noel Nicola, Vicente Feliú, entre otros de importancia, tratan de abrir una brecha musical significativa, separándose como una descendencia con otras problemáticas y expresiones artísticas propias. 

## Antecedentes
A partir del triunfo histórico de la Revolución Cubana, una nueva generación de artistas de toda índole se alza como la voz de nuevos ideales y formas políticas y sociales, como consecuencia directa de los nuevos paradigmas que pasa Cuba como la única nación durante el siglo XX que ha mantenido un estado político, social y económico socialista en Latinoamérica. 
Nuevos compositores como Silvio Rodríguez, Pablo Milanes, Noel Nicola, entre otros, se encargarían desde la década de los 70 a llevar nacional e internacionalmente su obra, compuesta en la mayoría de los casos, bajo el mensaje de los ideales del hombre nuevo o de vanguardia, la lucha de clases, la guerra contra formas políticas como el colonialismo y el imperialismo, la igualdad social, entre otros, dándole mucha más importancia en algunos casos que los temas propios de la trova, temática que desde sus ángulos más clásicos trata sobre elementos universales como el amor, el desamor, el odio, la muerte o el amor por la naturaleza y la vida sencilla.
La que se podría denominar desde la década de los 90 como la generación de la novísima trova cubana, es la heredera de un movimiento musical icono en la historia de la música latinoamericana. Con temáticas que, de manera natural, rescatan a profundidad los clásicos de la trova o de las mismas artes en general como la soledad, el amor, el desamor, la traición, la mujer, entre otros, o sencillamente tocan los temas cotidianos y políticos desde percepciones y tiempos distintos a los de sus predecesores, rompen sin artificios o poses con la llamada “canción de protesta”, conjugando su propia evolución como un nuevo movimiento musical diferente y de grandes valores artísticos. 
Entre sus mejores exponentes se encuentran Freddy Laffita, Alejandro Bernabeu, Heidi Igualada, Inti Santana, Samuel Águila y Norge Batista.

## Biografía

### Los comienzos
Desde los 13 años de edad, Norge Batista ya se encontraba vinculado al mundo de la música y al quehacer artístico de su país, y en específico a la región que le vio nacer, Las Tunas. Tal y como confiesa en una entrevista para la televisión cubana, su amor por la guitarra, los acordes y los versos se manifestó en él desde muy joven:
“Me regañaban mis tíos porque les robaba la guitarra porque siempre estaba detrás de ella, hasta que un día un señor que se llama Diego Quintero, me puso una guitarra en las manos y me enseñó a tocarla.”
Desde el año de 1988, Batista, quien ya llevaba varias composiciones de su autoría a cuestas, así como presentaciones en su ciudad natal, pasa a ser miembro de la Asociación Hermanos Saiz (AHS), proyecto nacional que agrupa y hace conocer a las más jóvenes promesas de la cultura y las artes cubanas, destacándose por una propuesta artística coherente, llena de amor a la música y sostenida por la genialidad y el virtuosismo en la composición y la interpretación.

### Juventud y logros
Para el año de 1992 Batista es seleccionado para ser parte de un gran evento de corte nacional, el “Festival Los Días de la Música” a celebrarse en La Habana, selección hecha por la Asociación Hermanos Saiz y que puso sobre el escenario nacional cubano a algunos de los mejores cantautores de su generación, como David Torrens, José Nicolás, el Trío Enserie, Samuel Águila, Alejandro Bernabeu, entre otros.
En 1998, seis años después del afamado “Festival Los Días de la Música”, a sus 29 años de edad, tiene el honor de convertirse en miembro de la asociación más importante y selecta en la historia de las artes y la cultura cubana, la Unión Nacional de Escritores y Artistas de Cuba (UNEAC). 
Cabe destacar que Batista es miembro de la Sociedad Cultural José Martí, importante asociación que reúne a destacados intelectuales y creadores del mundo cultural de su país.
Batista es invitado a participar en uno de los más emblemáticos eventos de la cultura cubana, La Fiesta Iberoamericana de la Cultura de 1999 en la ciudad de Holguín, donde comparte y traba amistad con artistas de toda Latinoamérica, entre ellos el poeta Luis Abad y el joven escritor Moisés Jurado, ambos de Venezuela.
Dentro del gran proyecto A guitarra limpia (enlace roto disponible en Internet Archive; véase el historial, la primera versión y la última). del Centro Cultural Pablo de la Torriente Brau Archivado el 5 de marzo de 2005 en Wayback Machine., institución cultural de gran importancia ubicada en La Habana Vieja que ya lleva 16 años reuniendo a lo más destacado de la nueva generación de trovadores, Batista participó en un gran concierto en el que se incluyeron los más virtuosos cantautores cubanos de su generación. Este concierto fue grabado en directo, y el álbum ha sido editado por el mismo centro bajo el título de Generación X.
La lírica e interpretaciones de este joven pero fundamental cantautor cubano ha compartido escenario con importantes artistas de su país así como internacionales, en donde destacan Vicente Feliú, José Aquiles, Ramiro Gutiérrez, Raúl Torres, Frank Delgado, Liuba María Hevia, el dúo Buena Fe, la Vieja Trova Santiaguera, Eliades Ochoa, el argentino Rafael Amor, el español Ismael Serrano, el uruguayo Quintín Cabrera, y con casi todos los cantautores más importantes contemporáneos a él en su nación. 
Ha recorrido importantes escenarios con su música, principalmente en Cuba y España. También ha estado ofreciendo conciertos en países como Portugal, Suiza y Bélgica, donde su talento ha tenido gran aceptación.
Actualmente Norge Batista se prepara para lo que será su tercer trabajo discográfico. En el año 2007 le fue entregada junto a varias personalidades de la cultura cubana, la medalla por el 20º Aniversario de la Asociación Hermanos Saiz (AHS) honor que le fue concedido por su trabajo constante, dedicado ya por casi 20 años a la música cubana. Este galardón le fue concedido en su provincia natal Las Tunas, donde reside con su esposa Rosi y su hija Lucía, bajo la condición de “Personalidad de la Cultura Cubana”.

### Carrera musical
En el año de 1997, este cantautor cubano edita su primera producción discográfica, llevando como título el de una de sus más populares canciones: “Búscame Adentro”, bajo el sello discográfico español AYVA MÚSICA, y que fuese grabado enteramente en La Habana, bajo la producción musical del Eduardo Ramos, director musical y bajista del grupo de Pablo Milanés, durante varios años.
“Búscame adentro” y “Réquiem por la soledad de un ángel”, dos piezas fundamentales de su repertorio son su contribución en el IV Volumen de La Antología de la Nueva Trova Cubana grabado en 1997 en los Estudios Ojalá del compositor y trovador Silvio Rodríguez, editado por el sello cubano EGREM y producido musicalmente por Eduardo Ramos y Noel Nicola. 
Su segunda producción discográfica titulada como una de las canciones que hacen repertorio en este álbum “Algo crece”, fue grabada en el año 2001 en Santiago de Cuba y cuya producción musical estuvo a cargo del reconocido compositor santiaguero José Aquiles, bajo el mismo sello disquero AYVA MÚSICA. "Algo crece" le da como fruto el consolidar el primer éxito que le trajo su primer álbum "Búscame adentro", la fidelidad de aquellos seguidores de sus canciones y letras que se identifican con su obra, y encuentran en ella la pasión por la “canción inteligente” y la excelencia en la interpretación musical.
Otro logro musical de importancia es el de haber participado en el recopilatorio “De Cuba”, lanzado al mercado por el sello AYVA MÚSICA, en donde aparece su ya famosa canción “Búscame adentro”. 
De igual manera, Batista espera por otro álbum que será próximamente editado y se titula “Colgado en la pared”, grabado en directo en La Habana en el espacio “A guitarra limpia”, del Centro Cultural Pablo de la Torriente Brau.

## Discografía
Hasta el presente Norge Batista solo tiene en su haber dos producciones discográficas propias editadas bajo el sello discográfico AYVA MÚSICA, y tres recopilaciones del género, colectivas.

### En solitario
- Búscame adentro (1997)
- Algo crece (2001)
- Con malos ojos(2011)
- A empezar otra vez(2014)

### Colectivas
- IV Volumen de La Antología de la Nueva Trova Cubana (1997)
- De Cuba (2001)
- Generación X (2001)

## Conciertos, presentaciones y recitales
Algunos de los escenarios más importantes en los que ha ofrecido conciertos. 

### En Cuba
- Sala Che Guevara de La Casa de Las Américas, La Habana.
- Teatro Astral, La Habana.
- Museo Nacional de Bellas Artes, La Habana.
- Teatro Tunas, Las Tunas.
- Teatro Eddy Suñol, Holguín.
- Museo La Periquera, Holguín, Cuba.
- Sala Dolores, Santiago de Cuba.

### En el exterior
- Sala Manuel de Falla, Sede de la Sociedad General de Autores y Editores de España, SGAE, Madrid, España.
- Teatro Monumental, Madrid, España.
- Teatro Principal de Santiago de Compostela, Santiago de Compostela, Galicia, España.
- Teatro Principal de Ourense, Galicia, España.
- Teatro Principal de Pontevedra, Galicia, España.
- Teatro Campoamor, Oviedo, Asturias, España.
- Sala Mahatma Gandhi, Ginebra, Suiza.